# Discerceis linguicauda
Discerceis linguicauda is een pissebed uit de familie Sphaeromatidae. De wetenschappelijke naam van de soort is voor het eerst geldig gepubliceerd in 1901 door Richardson.